# 巨大生物の島
『巨大生物の島』（きょだいせいぶつのしま、en:The Food of the Gods）は、1976年に公開されたSFスリラー映画。
配給アメリカン・インターナショナル・ピクチャーズ。監督、製作、脚本バート・I・ゴードン。
出演マージョー・ゴートナー、パメラ・フランクリン、ラルフ・ミーカー、ジョン・サイファー、アイダ・ルピノ。 
映画は1904年のH・G・ウェルズの小説『神々の糧』に大まかに基づいている。当時のSf映画で流行したエコロジーの逆襲を描いている。 

## キャスト
| 役名         | 俳優                   | 日本語吹替                         |
| 役名         | 俳優                   | 日本テレビ版                       |
| ------------ | ---------------------- | ---------------------------------- |
| モーガン     | マージョー・ゴートナー | 仲木隆司                           |
| ベンジントン | ラルフ・ミーカー       | 外山高士                           |
| ローナ       | パメラ・フランクリン   | 本阿弥周子                         |
| スキナー     | ジョン・マクライアム   | 田村錦人                           |
| スキナー夫人 | アイダ・ルピノ         | 杉山とく子                         |
| ブライアン   | ジョン・サイファー     | 仁内達之                           |
| トム         | トム・ストヴァル       | 野島昭生                           |
| リタ         | ベリンダ・バラスキー   | 山田栄子                           |
| デイビス     | チャック・コートニー   | 広瀬正志                           |
| ジム         | レグ・タニクリフ       | 国坂伸                             |
|              |                        |                                    |
| 演出         | 演出                   | 福永莞爾                           |
| 翻訳         | 翻訳                   | 園山千晶                           |
| 効果         | 効果                   | 南部満治                           |
| 調整         | 調整                   | 遠西勝三                           |
| 制作         | 制作                   | コスモプロモーション               |
| 解説         | 解説                   | 水野晴郎                           |
| 初回放送     | 初回放送               | 1979年4月18日 『水曜ロードショー』 |